# غلافيكا (بوسانسكا كروبا)
غلافيكا (بالصربية السيريلية Главица) هي قرية في البوسنة والهرسك. وهي تقع في بلدية بوزانسكا كروبا التابعة لكانتون يونا-سانا في اتحاد البوسنة والهرسك. طبقا لنتائج تعداد البوسنة عام 2013، فقد كان عدد سكانها أقل من أو يساوي 10 أشخاص.

## التركيبة السكانية

### التطور التاريخي للسكان
| 1961 | 1971 | 1981 | 1991 | 2013 |
| ---- | ---- | ---- | ---- | ---- |
| 284  | 224  | 157  | 119  | ≤ 10 |

## وصلات خارجية
- (بالإنجليزية)  Maplandia